# جو ويد
جو ويد (بالإنجليزية: Joe Wade)‏ (7 يوليو 1921 في المملكة المتحدة - 12 نوفمبر 2005) هو مدرب كرة قدم ولاعب كرة قدم بريطاني (وحمل سابقاً جنسية المملكة المتحدة لبريطانيا العظمى وأيرلندا) في مركزي الظهير والدفاع. لعب مع نادي أرسنال.